# Diafra Sakho
Diafra Sakho, född 24 december 1989, är en senegalesisk före detta fotbollsspelare.

## Klubbkarriär
Den 19 juni 2020 värvades Sakho av schweiziska Neuchâtel Xamax, där han skrev på ett kontrakt över resten av säsongen 2019/2020.

## Landslagskarriär
Sakho debuterade för Senegals landslag den 21 maj 2014 i en 1–1-match mot Burkina Faso.